# Adolfo García Quesada
Adolfo García Quesada (Granada, 27 september 1979) is een voormalig Spaans wielrenner. Hij werd in 2001 prof bij iBanesto.com en was daar in 2002 ook in dienst. In 2003 reed hij bij Kelme en in 2004 en 2005 reed hij voor Comunidad Valenciana, min of meer de opvolger van de Kelme-ploeg. In 2006 rijdt hij voor Andalucia-Paul Versan. Zijn één jaar oudere broer Carlos is eveneens profwielrenner.

## Erelijst
2002
- 1e etappe Ronde van Portugal

2003
- 1e etappe Ronde van Burgos

2004
- 5e etappe Ronde van Portugal

2005
- 8e etappe Ronde van Portugal

2006
- 1e etappe Ruta del Sol
- Bergklassement Ruta del Sol
- 5e etappe Ronde van Catalonië

## Resultaten in voornaamste wedstrijden
| Jaar | Ronde van Italië | Ronde van Frankrijk | Ronde van Spanje |
| ---- | ---------------- | ------------------- | ---------------- |
| 2003 | 18e              |                     |                  |
| 2005 |                  |                     | 34e              |

| Jaar | Clásica San Sebastián |
| ---- | --------------------- |
| 2003 | 139e                  |
| 2005 |                       |